# فیروز خان (بازیکن هاکی روی چمن)
فیروز خان (انگلیسی: Feroze Khan; ۹ سپتامبر ۱۹۰۴ – ۲۱ آوریل ۲۰۰۵) بازیکن هاکی روی چمن اهل راج بریتانیا بود.
وی به‌همراه تیم ملی هاکی روی چمن مردان هند به قهرمانی بازی‌های المپیک تابستانی ۱۹۲۸ دست پیدا کرده‌است.